# Utena Arena
A Utena Arena (em lituano:  Utenos daugiafunkcis sporto centras; em português:  Centro multi-funcional esportivo Utena) é um recinto coberto dedicado à praticas desportivas e culturais na cidade de Utena, Lituânia. A arena possui capacidade para 1.707 pessoas e é utilizado pelo Juventus Utena em partidas como mandante na LKL.

## Artigos Relacionados
- Liga Lituana de Basquetebol

## Ligações Externas
- Sítio oficial da arena
- Página da arena no sítio do Juventus Utena